# Sacapulas
Sacapulas é uma cidade da Guatemala do departamento de El Quiché.